# Copa de Kosovo 2016-17
La  Copa de Kosovo 2016-17 (conocida como Copa DigitAlb por ser patrocinada por la empresa de televisión DigitAlb) fue la edición número 24 de la Copa de Kosovo. El torneo comenzó con la primera ronda previa y terminó el 31 de mayo de 2017 con la final. Besa Pejë se coronó campeón y consiguió así su tercer título en la competición.

## Sistema de competición
El torneo se jugó enteramente por eliminación directa. Se jugaron cuatro rondas previas y otras cuatro más en la fase final. Los equipos de la Superliga de Kosovo 2016-17 —que eran 12— se integraron, recién, en los octavos de final. Todos los partidos se jugaron por eliminación directa a partido único, excepto las semifinales que se jugaron a partido de ida y vuelta. 

### Clasificación a torneos internacionales
El campeón se debió clasificar para la primera ronda de la Liga Europa 2017-18; sin embargo Besa Pejë no cumplió los requisitos necesarios para formar parte del torneo. Por lo tanto el K. F. Pristina, subcampeón de la Superliga 2016-17, ocupó su lugar.  

## Equipos participantes
En el torneo participarán equipos de diversas categorías del sistema de ligas de fútbol de Kosovo. Los clubes de la Superliga 2016-17 arrancarán su participación desde octavos de final.

## Rondas previas

### Segunda ronda
El sorteo de la segunda ronda se realizó el 18 de octubre de 2016.
| Local                | Resultado    | Visitante         | Fecha                 |
| -------------------- | ------------ | ----------------- | --------------------- |
| Opoja                | 1 − 4        | 'Flamurtari'      | 25 de octubre de 2016 |
| Leshani              | 2 − 5        | 'Australia'       | 26 de octubre de 2016 |
| Ballkani             | 0 − 2        | 'Vushtrria'       | 26 de octubre de 2016 |
| Besëlidhja           | w/o          | 'Lepenci'         | 26 de octubre de 2016 |
| Tefik Çanga          | 0 − 2        | 'Fushë Kosova'    | 26 de octubre de 2016 |
| 'Istogu'             | (pró.) 4 − 2 | Behari            | 26 de octubre de 2016 |
| 'Lugu i Baranit'     | (pró.) 3 − 2 | Ramiz Sadiku      | 26 de octubre de 2016 |
| 'Bashkimi Kumanovo'  | 2 − 0        | Kika              | 26 de octubre de 2016 |
| 'Vëllaznimi'         | 3 − 1        | Vitia             | 26 de octubre de 2016 |
| 'Ulpiana'            | 2 − 0        | Kosova Prishtina  | 26 de octubre de 2016 |
| Ujvara e Malishevës  | 2 − 3        | 'Korriku'         | 26 de octubre de 2016 |
| Deçani               | 0 − 4        | 'KEK-u'           | 26 de octubre de 2016 |
| Minatori             | 0 − 8        | 'Dukagjini Klinë' | 26 de octubre de 2016 |
| 'Besa Irzniq'        | 1 − 0        | Rahoveci          | 26 de octubre de 2016 |
| 'Vllaznia Prishtina' | 3 − 1        | Dardana           | 26 de octubre de 2016 |
| Xërxa                | 0 − 2        | 'Arbëria Dobrajë' | 26 de octubre de 2016 |

### Tercera ronda
El sorteo de la tercera ronda se realizó el 28 de octubre de 2016.
| Local               | Resultado          | Visitante            | Fecha                   |
| ------------------- | ------------------ | -------------------- | ----------------------- |
| 'Flamurtari'        | 1 − 0              | Australia            | 23 de noviembre de 2016 |
| Fushë Kosova        | 2 − 2 (6 − 7) (p.) | 'Dukagjini Klinë'    | 23 de noviembre de 2016 |
| Vushtrria           | 0 − 0 (4 − 5) (p.) | 'Vllaznia Prishtina' | 23 de noviembre de 2016 |
| 'Korriku'           | 2 − 1              | Istogu               | 23 de noviembre de 2016 |
| 'KEK-u'             | 4 − 1              | Ulpiana              | 23 de noviembre de 2016 |
| 'Arbëria Dobrajë'   | 3 − 1              | Lugu i Baranit       | 23 de noviembre de 2016 |
| Lepenci             | 0 − 2              | 'Vëllaznimi'         | 23 de noviembre de 2016 |
| 'Bashkimi Kumanovo' | (pró.) 3 − 1       | Besa Irzniq          | 23 de noviembre de 2016 |

### Cuarta ronda
El sorteo de la cuarta ronda se realizó el 29 de noviembre de 2016.
| Local               | Resultado | Visitante          | Fecha                  |
| ------------------- | --------- | ------------------ | ---------------------- |
| 'Flamurtari'        | 3 − 1     | Vllaznia Prishtina | 3 de diciembre de 2016 |
| 'Bashkimi Kumanovo' | 3 − 1     | Korriku            | 3 de diciembre de 2016 |
| 'KEK-u'             | 3 − 1     | Dukagjini Klinë    | 3 de diciembre de 2016 |
| 'Vëllaznimi'        | 2 − 1     | Arbëria Dobrajë    | 3 de diciembre de 2016 |

## Etapas finales

### Octavos de final
En esta ronda se sumaron los doce equipos participantes de la Superliga 2016-17 (S). El sorteo de los octavos de final se realizó el 8 de diciembre de 2016.
| Local          | Resultado            | Visitante         | Fecha                 | Estadio                    |
| -------------- | -------------------- | ----------------- | --------------------- | -------------------------- |
| Feronikeli (S) | 2 – 2 (2 – 4)(pen.)  | Llapi (S)         | 18 de febrero de 2017 | Stadiumi Rexhep Rexhepi    |
| Drenica (S)    | 3 – 0                | KEK-u             | 18 de febrero de 2017 | Bajram Aliu Stadium        |
| Hajvalia (S)   | 0 – 4                | Trepça'89 (S)     | 18 de febrero de 2017 | Stadiumi I Hajvalis        |
| Ferizaj (S)    | 1 – 0                | Gjilani (S)       | 18 de febrero de 2017 | Ismet Shabani Stadium      |
| Vëllaznimi (S) | 0 − 1                | Prishtina (S)     | 19 de febrero de 2017 | City Stadium               |
| Besa (S)       | (pró.) 3 − 1         | Drita (S)         | 19 de febrero de 2017 | Shahin Haxhiislami Stadium |
| Liria (S)      | 2 − 0                | Bashkimi Kumanovo | 19 de febrero de 2017 | Stadiumi Përparim Thaçi    |
| Flamurtari     | 0 − 0 (4 − 5) (pen.) | Trepça (S)        | 21 de febrero de 2017 | Stadiumi i Flamurtarit     |

### Cuartos de final
Los partidos de los cuartos de final fueron jugados el 15 y 16 de marzo de 2017.
| Local       | Resultado          | Visitante     | Fecha               | Estadio                       |
| ----------- | ------------------ | ------------- | ------------------- | ----------------------------- |
| Drenica (S) | 1 − 0              | Ferizaj (S)   | 15 de marzo de 2017 | Bajram Aliu Stadium           |
| Llapi (S)   | (pró.) 4 − 3       | Liria (S)     | 15 de marzo de 2017 | Zahir Pajaziti City Stadium   |
| Besa (S)    | 1 − 0              | Prishtina (S) | 15 de marzo de 2017 | Shahin Haxhiislami Stadium    |
| Trepça (S)  | (pen.) (4−3) 2 − 2 | Trepça'89 (S) | 16 de marzo de 2017 | Estadio Olímpico Adem Jashari |

### Semifinales
Los partidos de las semifinales fueron jugados el 29 de marzo y el 19 de abril.
| Local ida   | Global | Local vuelta | ida   | Fecha ida   | Estadio ida           | vuelta | Fecha vuelta | Estadio vuelta      |
| ----------- | ------ | ------------ | ----- | ----------- | --------------------- | ------ | ------------ | ------------------- |
| Trepça (S)  | 2 − 8  | Besa (S)     | 2 − 2 | 29 de marzo | Olímpico Adem Jashari | 0 − 6  | 18 de abril  | Shahin Haxhiislami  |
| Drenica (S) | 1 − 4  | Llapi (S)    | 0 − 0 | 29 de marzo | Bajram Aliu           | 1 − 4  | 18 de abril  | Zahir Pajaziti City |

### Final
La final se jugó el 31 de mayo en el Estadio Riza Lushta.
| Equipo 1  | Resultado          | Equipo 2 | Fecha              | Estadio                          |
| --------- | ------------------ | -------- | ------------------ | -------------------------------- |
| Llapi (S) | 1 − 1 (2 − 4 pen.) | Besa (S) | 31 de mayo de 2017 | Estadio de la Ciudad de Pristina |

| K. F. Besa Pejë Campeón 3.º título |